# Escándalo del Teapot Dome

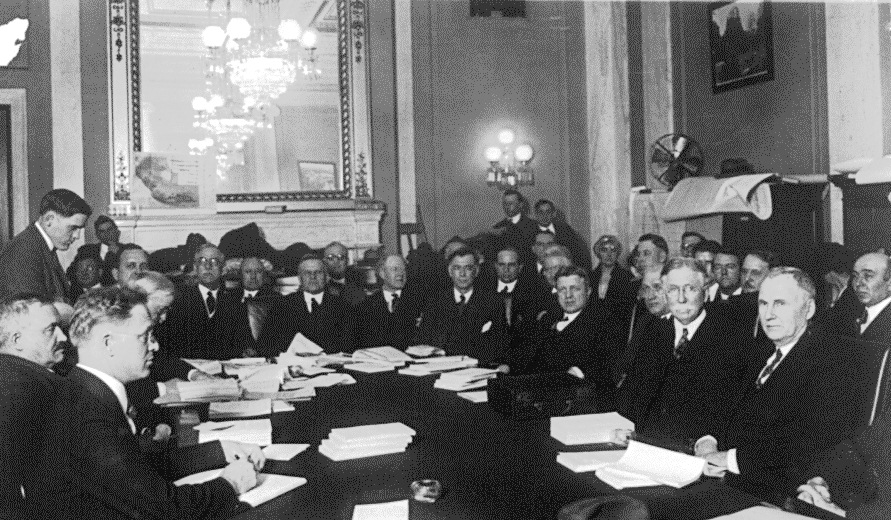
El empresario petrolero Edward L. Doheny (en la mesa, segundo desde la derecha) testificando ante el comité del Senado que investigaba los arrendamientos petroleros del Teapot Dome en 1924

El escándalo del Teapot Dome fue un caso de cohecho que involucró a la administración del Presidente de los Estados Unidos Warren G. Harding entre 1921 y 1923. El Secretario del Interior Albert Bacon Fall había arrendado los campos con las reservas de petróleo de la Armada localizados en Teapot Dome (Wyoming), así como dos ubicaciones más en California, a compañías petroleras privadas con tarifas bajas y sin una licitación competitiva. Los arrendamientos fueron objeto de una investigación a fondo por parte del Senador Thomas J. Walsh. Condenado por aceptar sobornos de las compañías petroleras, Fall se convirtió en el primer miembro de un gabinete presidencial en ir a prisión. Curiosamente, nadie fue condenado por pagar los sobornos.
Antes del Escándalo Watergate, el asunto del Teapot Dome era considerado el "más grande e impactante escándalo en la historia de la política de los Estados Unidos". Dañó la reputación de la administración de Harding, que ya estaba severamente afectada por su controvertido manejo de la Gran Huelga del Ferrocarril de 1922 y por el veto impuesto por el presidente a la Ley de Compensación Ajustada por la Guerra Mundial (conocida como Bonus Bill) en 1922. El Congreso aprobó posteriormente una legislación, que perdura hasta el día de hoy, dando poder de citación a la Cámara de Representantes y al Senado para la revisión de los registros fiscales de cualquier ciudadano de los Estados Unidos independientemente del puesto electo o designado que ostente. Se considera que las leyes resultantes del escándalo también incrementaron los poderes y el papel como entidad de control del Congreso en general.

## Historia

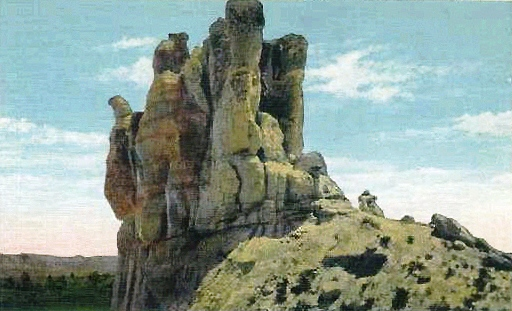
Teapot Dome alrededor de la época del escándalo. Vista de Teapot Rock (de una postal, hacia 1922)

A principios del siglo XX, la Marina de los EE. UU. obtuvo en gran medida fueloil extrayéndolo del carbón. Para garantizar que la Armada siempre tuviera suficiente combustible disponible, el Presidente Taft designó varias áreas productoras como reservas navales de petróleo. En 1921, el presidente Harding emitió una orden ejecutiva que transfirió el control del campo petrolífero de Teapot Dome en el Condado de Natrona, y los campos de Elk Hills y Buena Vista en el Condado de Kern, del Departamento de la Armada al Departamento del Interior. Esto no se puso en práctica hasta el año siguiente, en 1922, cuando el secretario del Interior Albert Fall convenció al Secretario de la Armada Edwin C. Denby para que transfiriera el control.
Más adelante, todavía en 1922, el secretario del Interior, Albert Fall, arrendó los derechos de producción de petróleo en Teapot Dome a Harry F. Sinclair de Mammoth Oil, una subsidiaria de la Sinclair Oil Corporation. También arrendó la reserva de Elk Hills a Edward L. Doheny de la Pan American Petroleum and Transport Company. Ambos arrendamientos se emitieron sin licitación competitiva, lo que era legal según la Ley de Arriendo Mineral de 1920.
Los términos del arrendamiento fueron muy favorables para las compañías petroleras, que secretamente hicieron de Fall un hombre rico, recibiendo un préstamo sin intereses de Doheny de 100.000 dólares (aproximadamente 1.71 millones de dólares hoy), en noviembre de 1921. Recibió otros obsequios de Doheny y Sinclair por un total de aproximadamente 404.000 dólares (aproximadamente 6.9 millones hoy). Este dinero que cambió de manos era ilegal, aunque no los arrendamientos. Fall intentó mantener sus actos en secreto, pero la repentina mejora en su nivel de vida era sospechosa. Incluso pagó los impuestos de su rancho, por ejemplo, que habían permanecido atrasados hasta 10 años. Carl Magee, quien más tarde fundó The Albuquerque Tribune, escribió sobre esta repentina disponibilidad de dinero, que también llamó la atención de la investigación del Senado.

## Investigación y resultado
En abril de 1922, un operador petrolero de Wyoming le escribió a su senador, John B. Kendrick, enojado porque a Sinclair le habían dado un contrato por las tierras mediante un acuerdo secreto. Kendrick no respondió, pero dos días después, el 15 de abril, presentó una resolución pidiendo una investigación del acuerdo. El senador Republicano Robert M. La Follette de Wisconsin dirigió una investigación del Comité Senatorial de Tierras Públicas. Al principio, La Follette creyó que Fall era inocente. Sin embargo, sus sospechas se despertaron después de que su propia oficina en el Edificio del Senado fuera saqueada.

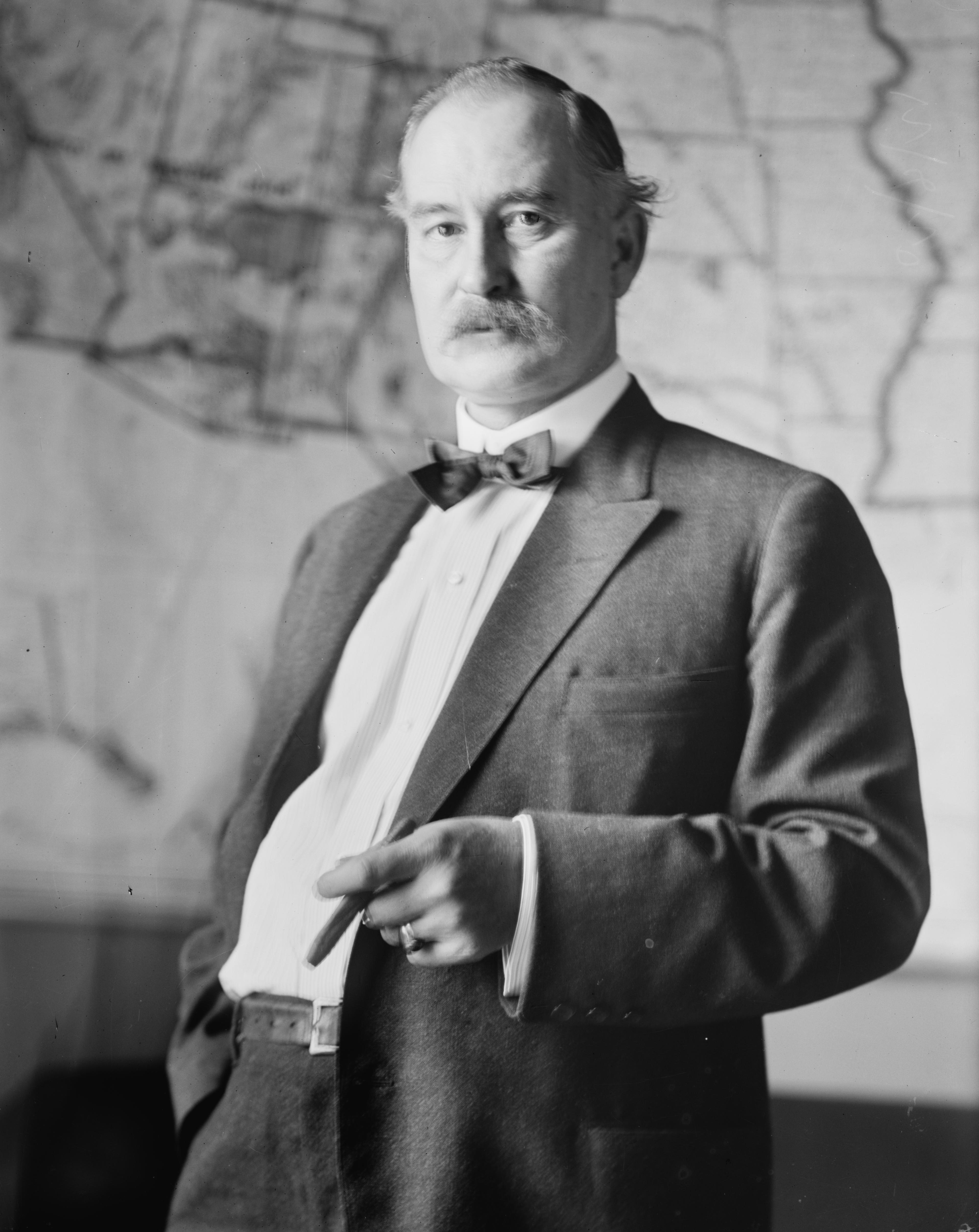
Albert B. Fall fue el primer miembro de un gabinete presidencial estadounidense sentenciado a prisión

El demócrata Thomas J. Walsh de Montana, el miembro de la minoría más joven, dirigió una larga investigación. Durante dos años, Walsh siguió adelante mientras Fall iba retrocediendo, cubriendo sus huellas a medida que la investigación avanzaba. Inicialmente, no se descubrió ninguna evidencia de irregularidades, ya que los contratos de arrendamiento estaban dentro de la ley, pero la documentación relativa a los mismos desapareció misteriosamente. Fall había hecho que los contratos de arrendamiento parecieran legítimos, pero su aceptación del dinero fue su perdición. En 1924, la pregunta que quedaba sin respuesta era cómo Fall se había vuelto tan rico tan rápida y fácilmente.
El dinero de los sobornos se había destinado al rancho ganadero de Fall y a inversiones en su negocio. Finalmente, cuando la investigación estaba llegando a su fin con Fall aparentemente libre de cargos, Walsh descubrió una pieza de evidencia que Fall no había podido encubrir: el préstamo de 100.000 dólares que le había hecho Doheny. Este descubrimiento desató el escándalo. Las demandas civiles y penales relacionadas con el escándalo continuaron durante la década de 1920. En 1927, la Corte Suprema dictaminó que los arrendamientos petroleros se habían obtenido de manera fraudulenta. El Tribunal anuló el contrato de arrendamiento de Elk Hills en febrero de 1927 y el contrato de arrendamiento de Teapot Dome en octubre. Ambas reservas fueron devueltas a la Armada.
En 1929, Fall fue declarado culpable de aceptar sobornos de Doheny. Por el contrario, en 1930, Doheny fue absuelto de pagar sobornos a Fall. Además, la corporación de Doheny realizó la ejecución hipotecaria de la casa de Fall en Cuenca del Tularosa, Nuevo México, debido a "préstamos impagados" que resultaron ser el mismo soborno de 100.000 dólares. Sinclair cumplió seis meses de cárcel por un cargo de manipulación del jurado.
Aunque Fall fue el culpable de este escándalo, la reputación de Harding quedó dañada debido a su relación con personas corruptas. La evidencia que probaba la culpabilidad de Fall solo surgió después de la muerte de Harding en 1923.
El fallo de la Corte Suprema del caso McGrain v. Daugherty (1927) estableció explícitamente por primera vez que el Congreso tenía el poder de obligar a declarar a cualquier ciudadano estadounidense independientemente de su cargo.
El campo petrolero de Teapot Dome estuvo inactivo durante 49 años, pero volvió a la producción en 1976. Después de que produjera más de 569 millones de dólares en ingresos procedentes de los 22 millones de barriles (3 500 000 m³) de petróleo extraído durante los 39 años anteriores, el Departamento de Energía vendió en febrero de 2015 el petróleo del yacimiento por 45 millones a la Stranded Oil Resources Corp., con sede en Nueva York.

## Comparación
El asunto del Teapot Dome ha sido históricamente considerado como el peor escándalo de este tipo en los Estados Unidos: la "máxima marca de agua" de la corrupción del gabinete. A menudo se utiliza como punto de referencia de comparación con escándalos posteriores. En particular, se ha comparado con el Escándalo Watergate, en el que un miembro del gabinete, el fiscal general John N. Mitchell, fue a prisión, la segunda vez en la historia de Estados Unidos en que un miembro del gabinete ha sido encarcelado.

## Lecturas relacionadas
- Bates, J. Leonard. The Origins of Teapot Dome. Urbana, IL: University of Illinois Press, 1963.
- Bennett, Leslie E. "One Lesson From History: Appointment of Special Counsel and the Investigation of the Teapot Dome Scandal". Washington, D.C.: Brookings Institution, 1999.
- History.com Editors. "Teapot Dome Scandal". HISTORY. 2017.
- Ise, John. The United States Oil Policy. New Haven, CT: Yale University Press, 1926.
- Murphy, Blakely M. (ed.) Conservation of Oil and Gas: A Legal History. Chicago: Section of Mineral Law, American Bar Association, 1949.
- Noggle, Burl. Teapot Dome: Oil and Politics in the 1920s. Baton Rouge, LA: Louisiana State University Press, 1962.
- Werner, M. R. and Starr, John. Teapot Dome. New York: Viking Press, 1959.